# 구리마섬

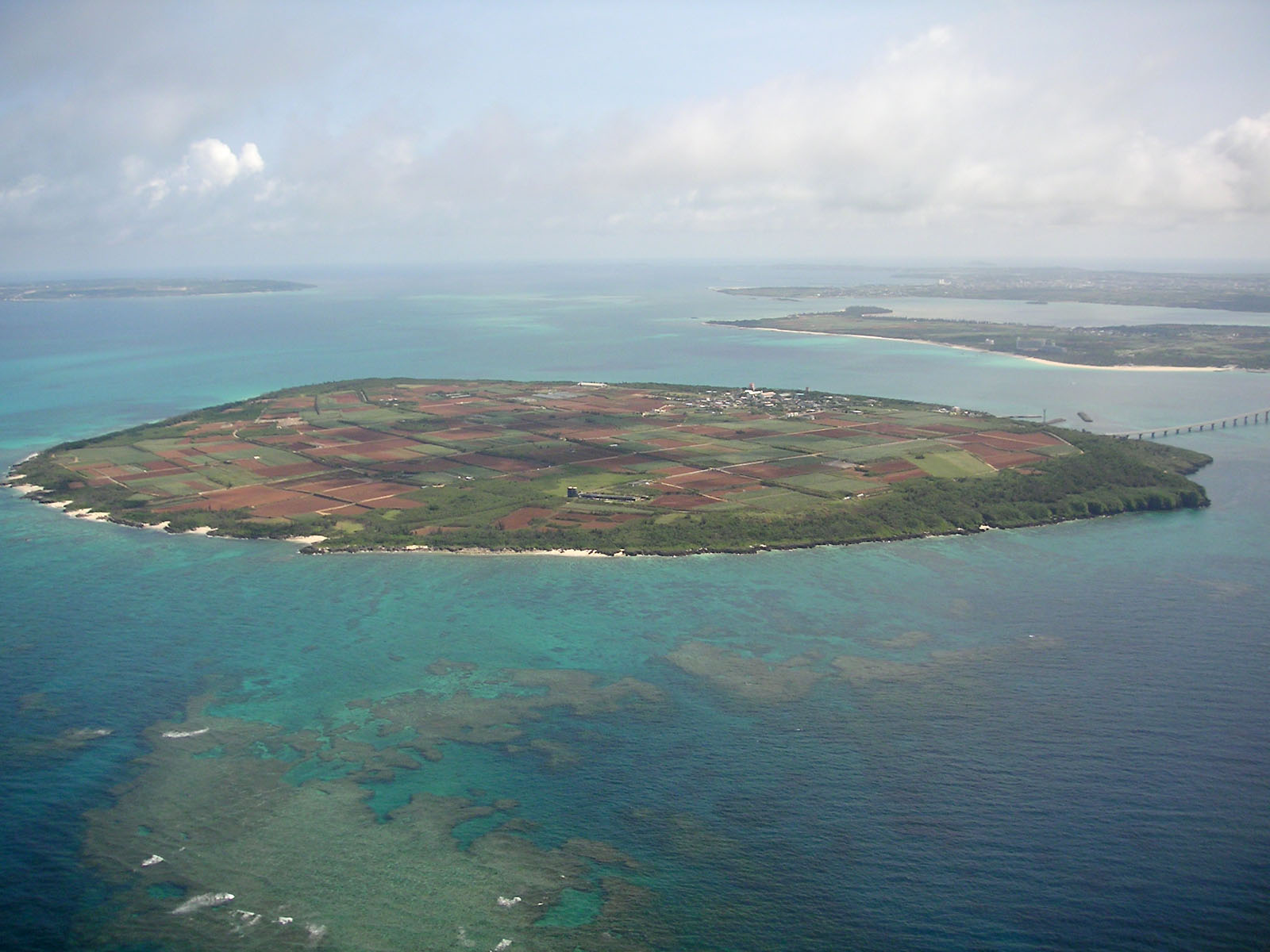
구리마 섬

구리마섬(일본어: 来間島/くりまじま, くれまじま)은 오키나와현 미야코시의 동쪽에 위치하고, 미야코섬의 남서쪽 1.5 km, 태평양에 위치한 섬이다. 면적은 약 2.8km2이고 둘레는 9km, 최고 높이는 46.9m이다. 미야코섬과는 전체 길이 1,690m의 구라마 대교로 연결되어 있고 다리에서 보는 바다의 경관의 아름다움은 압권이다.